# Клисура (област Благоевград)
Вижте пояснителната страница за други значения на Клисура.
Клису̀ра е село в Югозападна България. То се намира в община Благоевград, област Благоевград.

## География
Село Клисура се намира в планински район на около 15 км западно от град Благоевград и на около 85 км югозападно от столицата София, до самата граница между България и Северна Македония, между двата склона на Влахина планина – Душев рид и Дренков рид. Селото се състои от 25 махали от по няколко къщи, почти всички от които са напуснати от бившите им жители. Всяка махала носи специфично наименование, което произлиза от фамилията на хората, заселили се там, като например, Гяурето, Янгелци, Бекярето, Капетанци, Мановци, Гоговци, Вакленци, Пишинето, Пандурето, Кумбарци и т.н.
Цялата територия на селото обхваща около 9000 декара, предимно дъбови и букови гори, прекъснати на места от обширни поляни.

## История
Най-вероятно името Клисура произхожда от самия ландшафт – каменен пролом. Най-старите заселници по тези земи са били пеонските племена. Останки от население от това време са намерени на около 3 километра от училището в селото. Следите от жилища, фрагменти от керамични съдове и други предмети носят тракийски характер.
Най-голям археологически обект в района на Клисура е Градището, намиращо се под връх Обел. Дебела стена от ломени камъни огражда пространство от около 10 дка площ. От северната страна на крепостта се забелязват останки от кула. Вътре се намират останки от жилища, строителна керамика и керамични съдове.
В 1891 година Георги Стрезов пише за селото:
| „ | Клисура, 3 часа на З от Джумая; земледелци и скотоводци. 40 къщи, българе. | “ |

## Население
Към 1900 година според известната статистика на Васил Кънчов („Македония. Етнография и статистика“) населението на селото брои 230 души, всичките българи-християни.
Численост на населението според преброяванията през годините:
| \| Година на преброяване \| Численост \| \| --------------------- \| --------- \| \| 1934 \| 591 \| \| 1946 \| 645 \| \| 1956 \| 461 \| \| 1965 \| 222 \| \| 1975 \| 91 \| \| 1985 \| 69 \| \| 1992 \| 44 \| \| 2001 \| 26 \| \| 2011 \| 28 \| \| 2021 \| 13 \| |           |
| Година на преброяване | Численост |
| 1934 | 591       |
| 1946 | 645       |
| 1956 | 461       |
| 1965 | 222       |
| 1975 | 91        |
| 1985 | 69        |
| 1992 | 44        |
| 2001 | 26        |
| 2011 | 28        |
| 2021 | 13        |

### Етнически състав
Преброяване на населението през 2011 г.
Численост и дял на етническите групи според преброяването на населението през 2011 г.:
|                     | Численост | Дял (в %) |
| Общо                | 28        | 100.00    |
| Българи             | 28        | 100.00    |
| Турци               | 0         | 0.00      |
| Цигани              | 0         | 0.00      |
| Други               | 0         | 0.00      |
| Не се самоопределят | 0         | 0.00      |
| Неотговорили        | 0         | 0.00      |

## Личности
Родени в Клисура
- Владо Чимев (1915 – 1942), български партизанин
- Гроздан Николов (1908 – 1942), български партизанин
- Никола Момчилов, доброволец в четата на Иван Атанасов – Инджето през Сръбско-българската война в 1885 година[7]
- Сотир Атанасов (1876 – 1940), български военен и революционер
- Стоян Христов (1873 – 1961), български учен, икономист